# Wyższy Urząd Górniczy
Wyższy Urząd Górniczy – centralny urząd administracji rządowej, nadzorowany przez Ministra Energii. Jest jednym z dwóch urzędów centralnych mających swoją siedzibę poza Warszawą. Urzędem kieruje prezes, którego powołuje i odwołuje premier.
Głównym zadaniem Wyższego Urzędu Górniczego oraz podległych mu okręgowych urzędów górniczych jest nadzór i kontrola zakładów górniczych w Polsce w celu ochrony życia i zdrowia górników, ochrony środowiska na terenach eksploatacji górniczej, a także rekultywacji gruntów pogórniczych.

## Historia
Wyższy Urząd Górniczy w Katowicach ustanowiony został rozporządzeniem Rady Ministrów Rzeczypospolitej Polskiej z dnia 24 czerwca 1922 r. Ten dzień uznaje się za powstanie współczesnego polskiego nadzoru górniczego.
W okresie międzywojennym funkcjonowały trzy wyższe urzędy górnicze: w Katowicach, Krakowie i Warszawie. W roku 1936 po likwidacji urzędu warszawskiego utworzono WUG we Lwowie. W obrębie Wyższego Urzędu Górniczego w Katowicach znajdowały się cztery okręgowe urzędy górnicze: w Rybniku, Królewskiej Hucie (dzisiejszy Chorzów), Katowicach i Tarnowskich Górach. W 1930 roku wprowadzono rozporządzeniem Prezydenta Rzeczypospolitej z 29 listopada 1930 roku pierwsze po rozbiorach polskie Prawo Górnicze.
Po wybuchu II wojny światowej w 1939 roku, polski nadzór górniczy został przejęty przez okupanta niemieckiego (WUG w Katowicach i Krakowie).
1 lipca 1946 roku weszło w życie pierwsze powojenne rozporządzenie Rady Ministrów o ustaleniu siedzib i właściwości terytorialnej wyższych urzędów górniczych oraz obwodów działania dwóch wyższych urzędów górniczych w Katowicach i Krakowie. W 1951 roku ustanowiono jeden Wyższy Urząd Górniczy z siedzibą w Katowicach. W PRL obowiązywało prawo górnicze ustanowione dekretem z dnia 6 maja 1953 r.
Zasadnicze regulacje pozycji prawnej urzędów górniczych zostały ujęte w dekrecie z dnia 21 października 1954 r. o urzędach górniczych (Dz.U. 1954 nr 47 poz. 223). Dekret ten, wchodzący w życie z dniem 1 listopada 1954 r. normował zasady organizacji i działania urzędów górniczych, zaś Wyższy Urząd Górniczy, podległy dotychczas Ministrowi Górnictwa, przekształcał w urząd centralny, podległy Prezesowi Rady Ministrów. Zgodnie z dekretem, WUG sprawował kontrolę i nadzór nad bezpieczeństwem i higieną pracy w zakładach górniczych, nad ochroną życia i zdrowia ludzkiego i interesu społecznego w związku z robotami górniczymi oraz nad zgodnością gospodarki złożem z obowiązującymi przepisami. Organami WUG zostały Okręgowe Urzędy Górnicze - ich siedziby i zakres terytorialny ustalił Prezes Rady Ministrów w drodze rozporządzenia.
Dekret powyższy został uchylony z dniem 1 września 1994 r. W latach 1994–2011 działalność nadzoru górniczego regulowała ustawa z dnia 4 lutego 1994 r. – Prawo geologiczne i górnicze.

## Kierownictwo[6]
- Piotr Litwa – prezes od 5 czerwca 2024[7]
- Piotr Wojtacha – wiceprezes od 11 września 2014[8]
- Aleksander Chowaniec – wiceprezes od 12 sierpnia 2024[9]
- Krystyna Samek-Skwara – dyrektor generalny

## Prezesi Wyższego Urzędu Górniczego
- Zygmunt Malawski (1922–1939)
- Roman Brzeski (1945–1946)
- Łukasz Głuszczak (1946–1948)
- Tadeusz Rumanstorfer (1948–1955)
- Edmund Grabowski (1955–1957)
- Tadeusz Lasek (1957–1964)
- Edmund Grabowski (ponownie) (1964–1973)
- Adam Szczurowski (1973–1974)
- Eryk Porąbka (1974–1976)
- Włodzimierz Lejczak (1976–1977)
- Władysław Naglik (1977–1986)
- Jerzy Malara (1986–1990)
- Janusz Steinhoff (1990–1994)
- Marian Filipek (1994–1998)
- Wojciech Bradecki (1998–2006)
- Piotr Buchwald (2006–2008)
- Piotr Litwa (2008–2014)
- Mirosław Koziura (2014–2016)
- Piotr Wojtacha (2016–2017, wykonujący obowiązki Prezesa)
- Adam Mirek (2017–2024)
- Krzysztof Król (w 2024, wykonujący obowiązki Prezesa)
- Piotr Litwa (od 2024)[10]

## Podstawa prawna działania
- Ustawa z dnia 9 czerwca 2011 r. Prawo geologiczne i górnicze.
- Zarządzenie Ministra Przemysłu z dnia 28 marca 2025 r. w sprawie nadania statutu Wyższemu Urzędowi Górniczemu[11].

## Okręgowe urzędy górnicze
Okręgowe urzędy górnicze podlegają Prezesowi Wyższego Urzędu Górniczego i realizują podstawowe zadania nadzoru górniczego na wyodrębnionym obszarze kraju.
Obecnie okręgowe urzędy górnicze znajdują się w:
- Gdańsku (od 01.04.2015);
- Katowicach;
- Kielcach;
- Krakowie;
- Krośnie;
- Lublinie;
- Poznaniu;
- Rybniku;
- Warszawie;
- Wrocławiu.

## Specjalistyczny Urząd Górniczy
Specjalistyczny Urząd Górniczy (SUG) był specjalistycznym urzędem górniczym podlegającym Prezesowi Wyższego Urzędu Górniczego i – w przeciwieństwie do okręgowych urzędów górniczych – działał na obszarze całego kraju. SUG sprawował nadzór i kontrolę nad określonymi w art. 169 Prawa geologicznego i górniczego obiektami, maszynami i urządzeniami górniczymi w podziemnych zakładach górniczych. Z dniem 19 października 2022 r. został zlikwidowany.